# أحمد حسن كوكا
أحمد حسن محمد عبد المنعم محمد محجوب المعروف بكوكا (مواليد 5 مارس 1993 في القاهرة، مصر)؛ هو لاعب كرة قدم مصري، وهو يلعب حاليا مع نادي لوهافر في الدوري الفرنسي وسبق له اللعب مع ألانيا سبور التركي في مركز الهجوم، وسبق له اللعب لصالح نادي ريو أفي في البرتغال وأليمبياكوس اليوناني كما سبق له اللعب مع النادي الأهلي، كما أنه لعب مباريات دولية مع منتخب مصر لكرة القدم وسجل 5 اهداف ومثل المنتخب المصري في كاس العالم تحت 20 سنة.

## مسيرته

### الأهلي
كوكا بدأ مرحلة الشباب في نادي الأهلي ولكن الأهلي لم يقدم له عقدًا احترافياً لذلك قرر حسن تركهم.

### ريو افي
حينما لعب حسن لصالح نادي ريو أفي كان في أول مواسمه في فريق الشباب وفي موسمه الثاني انضم للفريق الأول في بداية موسم 2012–13 وشارك لأول مره في 9 سبتمبر 2012 ضد نادي باسوش دي فيريرا

### براجا
في 26 أغسطس 2015، حسن ابرم عقداً مدته 5 سنوات لصالح نادي سبورتينغ براغا، في 22 أكتوبر 2015 سجل أول هدف له في شباك أولمبيك مارسيليا في دور المجموعات في الدوري الأوروبي وقد احتفل بالهدف بالبكاء وتقبيل الشارة السوداء حزنا على فراق والده الذي توفى في نفس اليوم وحصل مع سبرتينغ براجا على لقب كأس البرتغال.

## إحصائيات مشاركاته
آخر تحديث في 18 فبراير 2017

### مع الأندية
| الفريق         | الموسم    | الدوري  | الدوري | الكأس   | الكأس | البطولات القارية | البطولات القارية | الإجمالي | الإجمالي |
| الفريق         | الموسم    | مشاركات | أهداف  | مشاركات | أهداف | مشاركات          | أهداف            | مشاركات  | أهداف    |
| -------------- | --------- | ------- | ------ | ------- | ----- | ---------------- | ---------------- | -------- | -------- |
| ريو أفي        | 2012–2013 | 17      | 8      | 7       | 1     | —                | —                | 24       | 9        |
| ريو أفي        | 2013–2014 | 25      | 3      | 11      | 3     | —                | —                | 36       | 6        |
| ريو أفي        | 2014–2015 | 22      | 12     | 4       | 2     | 9                | 1                | 35       | 15       |
| ريو أفي        | 2015–2016 | 2       | 1      | 0       | 0     | —                | —                | 2        | 1        |
| ريو أفي        | الإجمالي  | 66      | 24     | 22      | 6     | 9                | 1                | 97       | 31       |
| سبورتينغ براغا | 2015–2016 | 23      | 10     | 10      | 1     | 11               | 3                | 44       | 14       |
| سبورتينغ براغا | 2016–2017 | 13      | 2      | 3       | 0     | 6                | 2                | 22       | 4        |
| سبورتينغ براغا | الإجمالي  | 36      | 12     | 13      | 1     | 17               | 5                | 66       | 18       |

#### الاهداف الدولية
الأهداف الدولية لللاعب المصرى أحمد حسن كوكا طبقا لا اخر مباراة.
| #  | التاريخ        | المكان                     | المشاركة | الاهداف | النتيجة | المنافسة               |
| -- | -------------- | -------------------------- | -------- | ------- | ------- | ---------------------- |
| 1. | 14 أغسطس 2013  | ملعب الجونة، الجونة        | أوغندا   | 1–0     | 3–0     | مباراة ودية            |
| 2. | 11 أكتوبر 2015 | ملعب محمد بن زايد، ابوظبى  | زامبيا   | 1–0     | 3–0     | مباراة ودية            |
| 3. | 11 أكتوبر 2015 | ملعب محمد بن زايد، ابوظبى  | زامبيا   | 2–0     | 3–0     | مباراة ودية            |
| 4. | 17 نوفمبر 2015 | ملعب برج العرب، الاسكندرية | تشاد     | 3–0     | 4–0     | تصفيات كاس العالم 2018 |
| 5. | 17 نوفمبر 2015 | ملعب برج العرب، الاسكندرية | تشاد     | 4–0     | 4–0     | تصفيات كاس العالم 2018 |

## الإنجازات
مع سبرتينغ براجا
- كأس البرتغال: 2015–2016.[3]

مع أوليمبياكوس
- الدوري اليوناني: 2019–2020،2020_2021.[3]
- كأس اليونان: 2019–2020.[3]

## الروابط الخارجية
- أحمد حسن محجوب على موقع الاتحاد الدولي (مؤرشف)  (الإنجليزية)
- أحمد حسن محجوب على موقع الاتحاد الأوربي (الإنجليزية)
- أحمد حسن محجوب على موقع اتحاد تركيا (لاعب) (الإنجليزية)
- أحمد حسن محجوب على موقع إي إس بي إن إف سي (الإنجليزية)
- أحمد حسن محجوب على موقع قاعدة بيانات كرة القدم.إي يو (الإنجليزية)
- أحمد حسن محجوب على موقع ليكيب (الفرنسية)
- أحمد حسن محجوب على موقع ناشيونال فوتبول تيمز (الإنجليزية)
- أحمد حسن محجوب على موقع Soccerbase.com (لاعب) (الإنجليزية)
- أحمد حسن محجوب على موقع Soccerway.com (الإنجليزية)
- أحمد حسن محجوب على موقع عالم كرة القدم.نت (الإنجليزية)